# Biserica reformată din Comlod

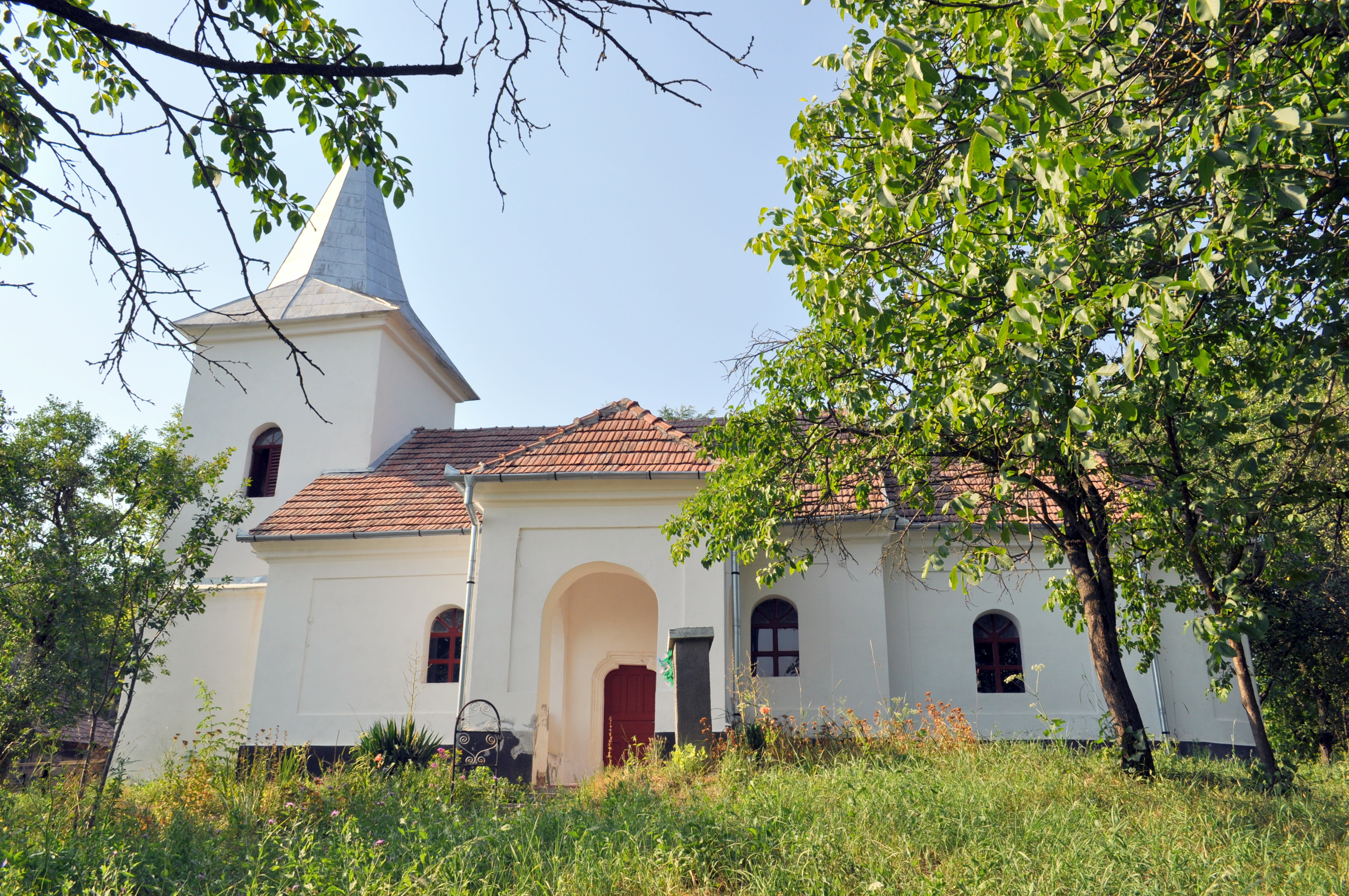
Biserica reformată din Comlod, comuna Milaș, județul Bistrița-Năsăud, foto: iulie 2012.

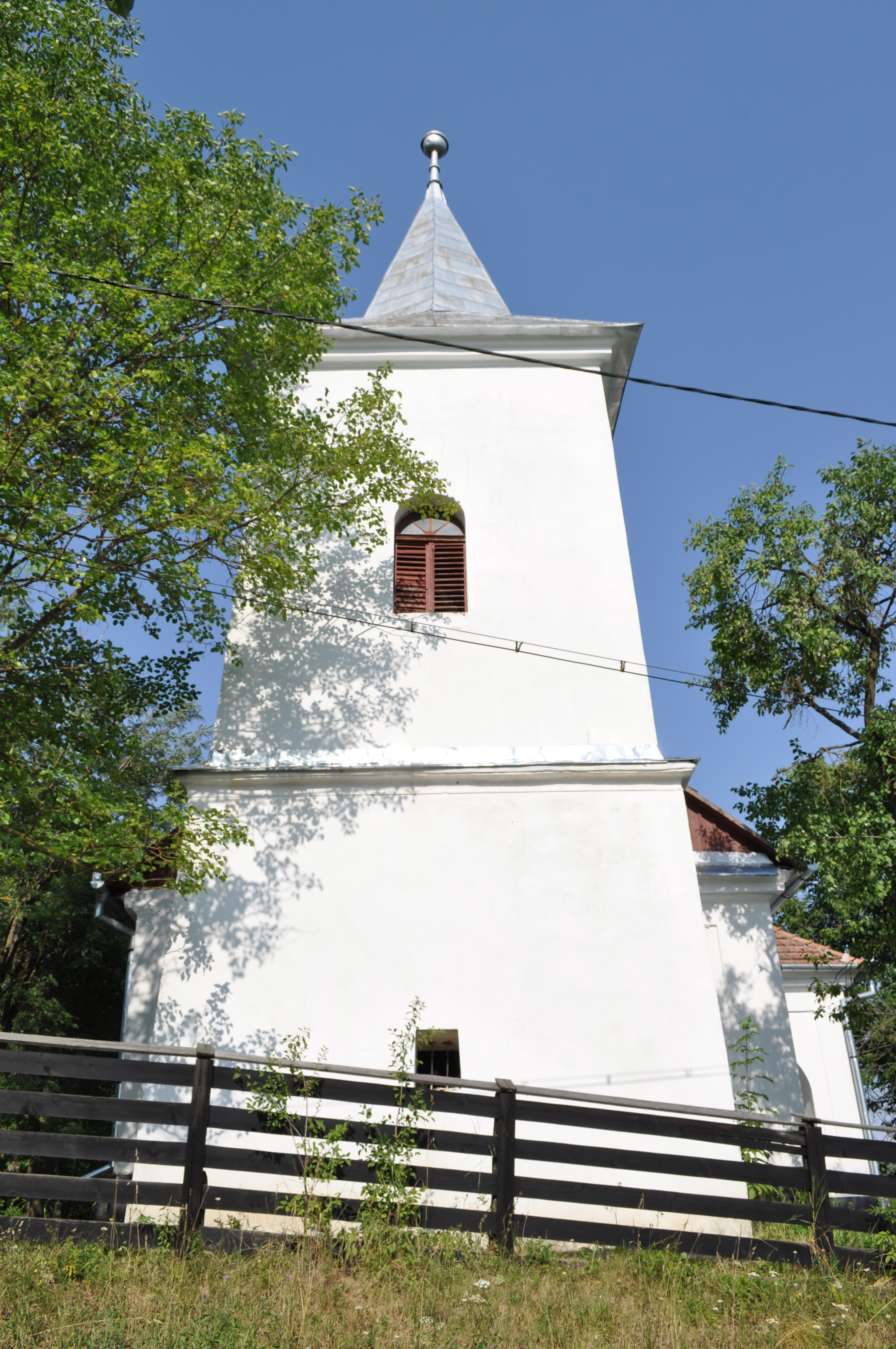
Biserica reformată din Comlod, comuna Milaș, județul Bistrița-Năsăud, foto: iulie 2012.

Biserica reformată din Comlod, comuna Milaș, județul Bistrița-Năsăud, este un monument istoric și de arhitectură din secolul al XVI-lea. Edificiul se află înscris în lista monumentelor istorice sub codul LMI:  BN-II-m-A-01635. 

## Localitatea
Comlod, mai demult Comlodu (în dialectul săsesc Komelodn, în germană Komeloden, Hopfengarten, în trad. "Grădina cu hamei", în maghiară Komlód, Komolód, Komlós) este un sat în comuna Milaș din județul Bistrița-Năsăud, Transilvania, România. Satul este atestat documentar în anul 1322 sub numele Comlos.

## Biserica
Biserica în forma sa inițială a fost construită în secolul al XIV-lea. A fost remodelată în stil gotic în secolul al XV-lea. Poarta de sud a fost realizată în secolul al XVI-lea. A fost renovată la sfârșitul secolului XIX.
Clopotul este de la sfârșitul secolului al XV-lea. În biserică se află lespezi funerare ale familiei Petrichevith Horváth.

## Imagini din exterior

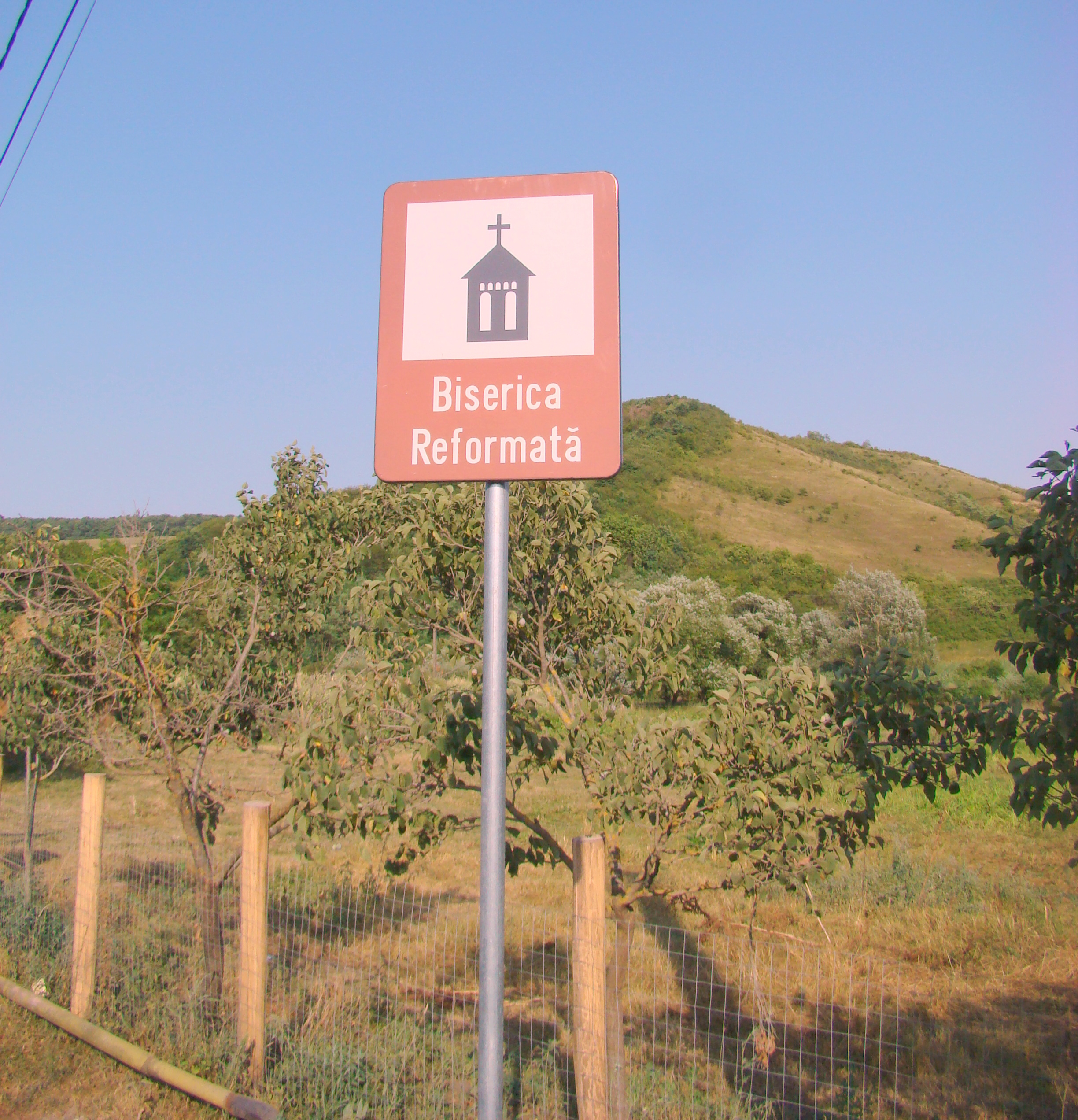
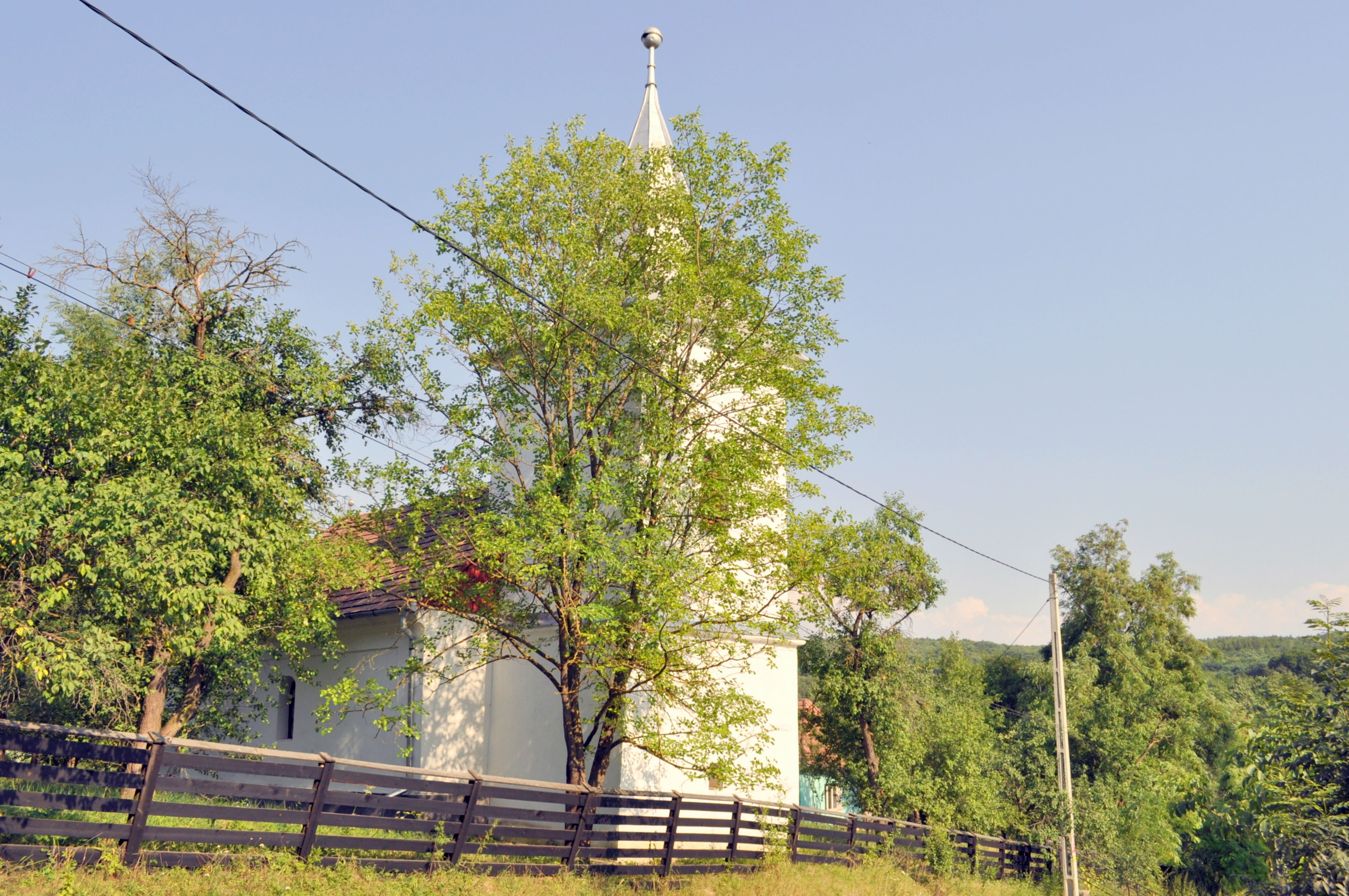
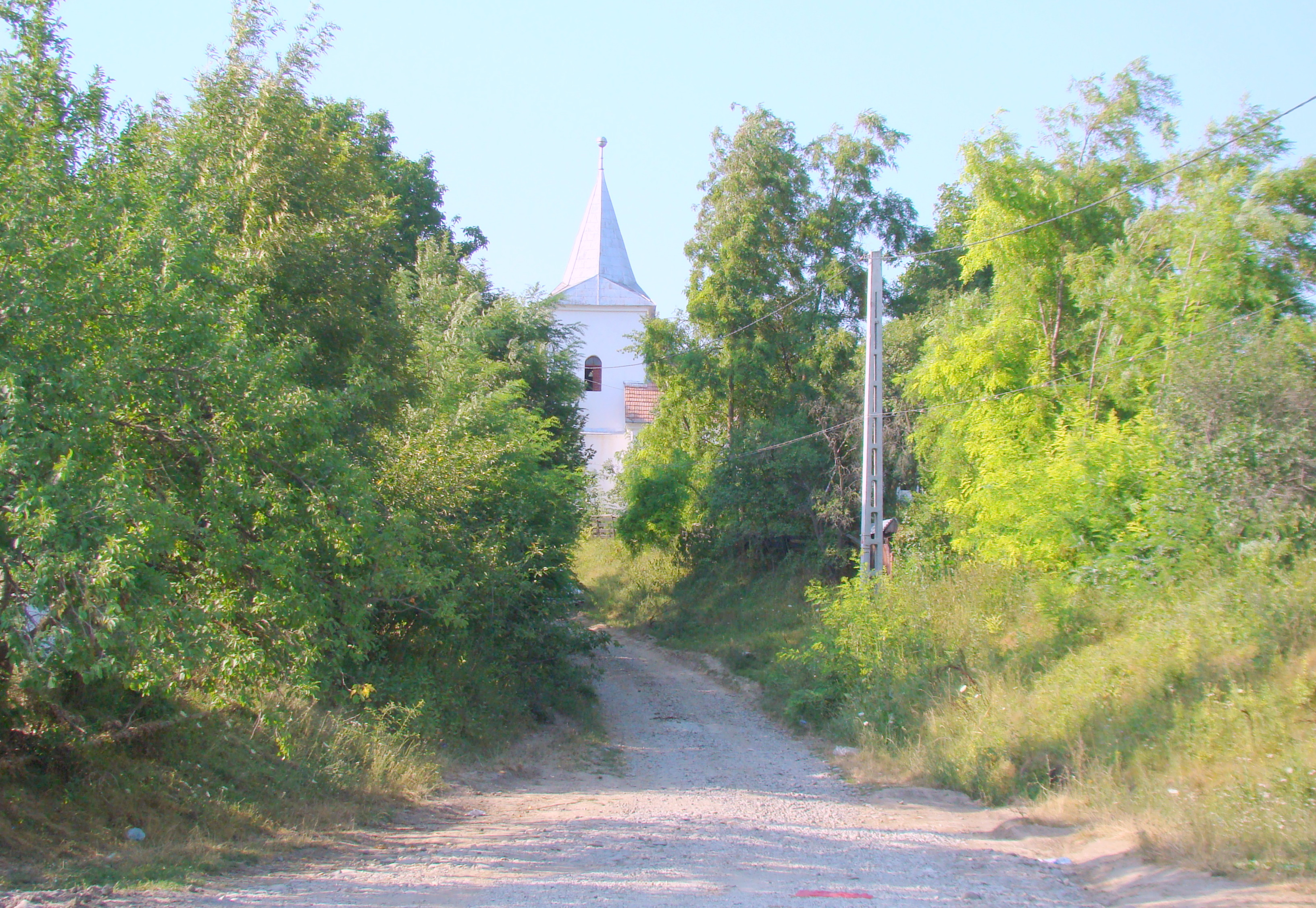
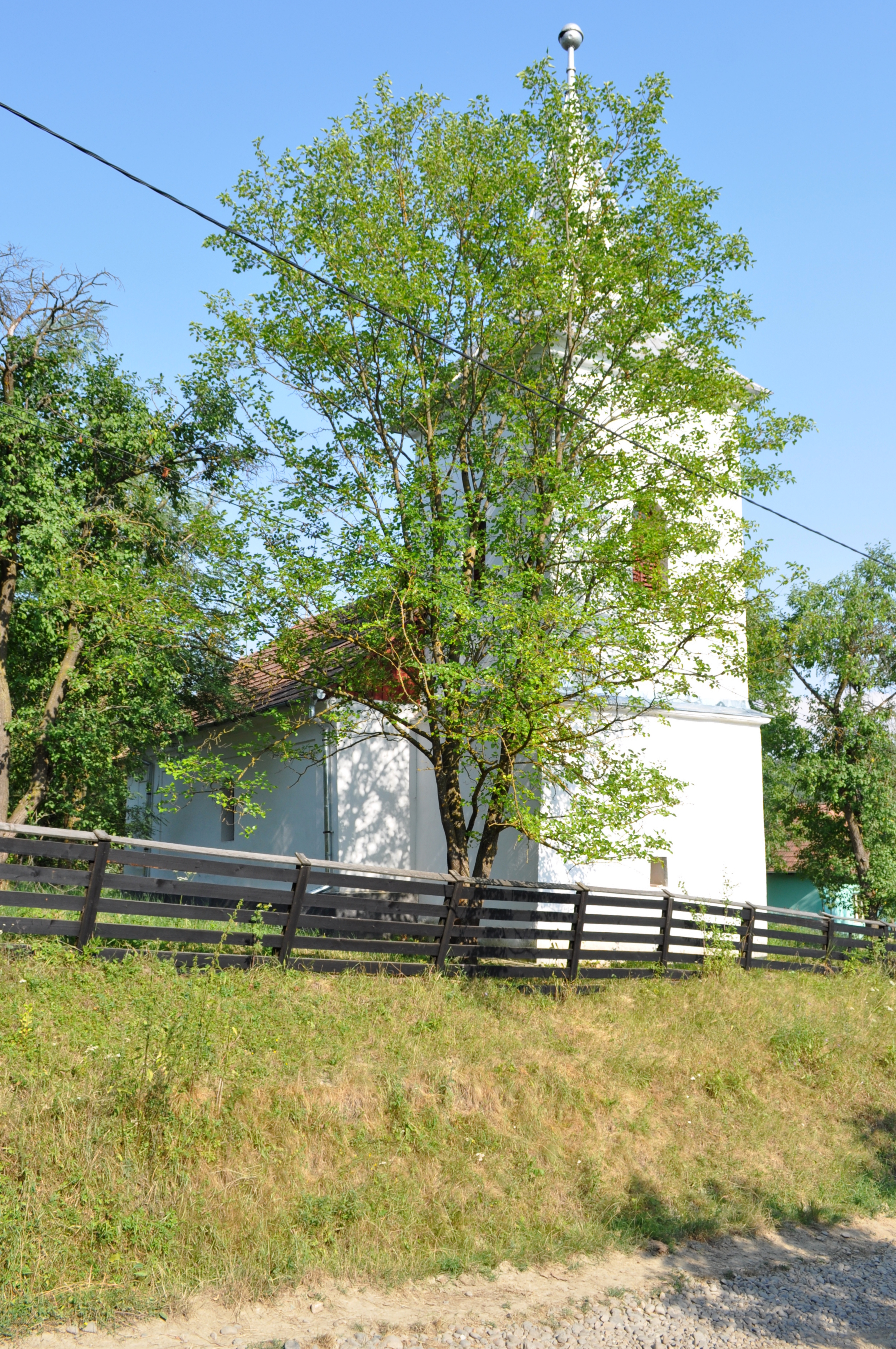
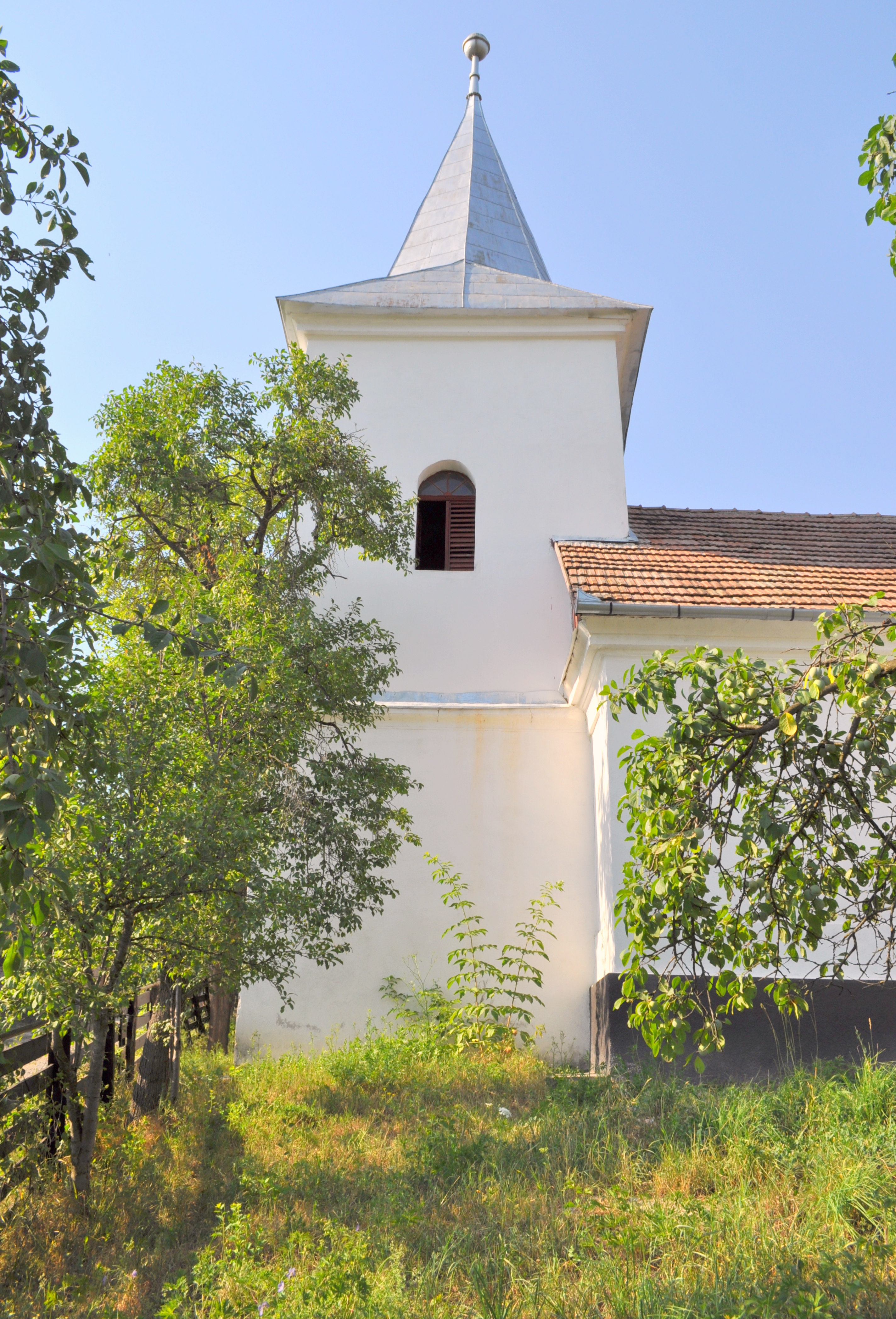

## Imagini din interior

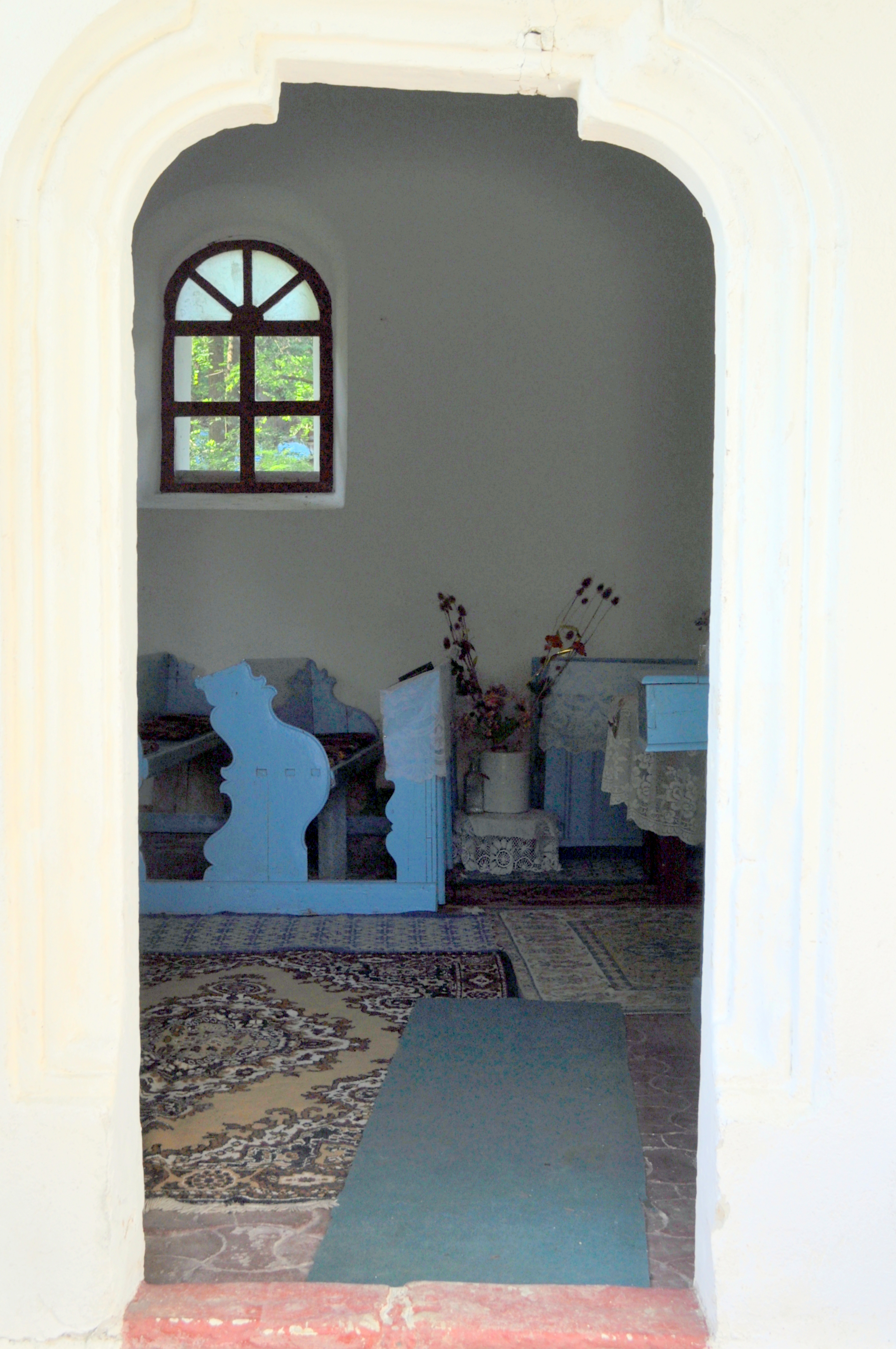
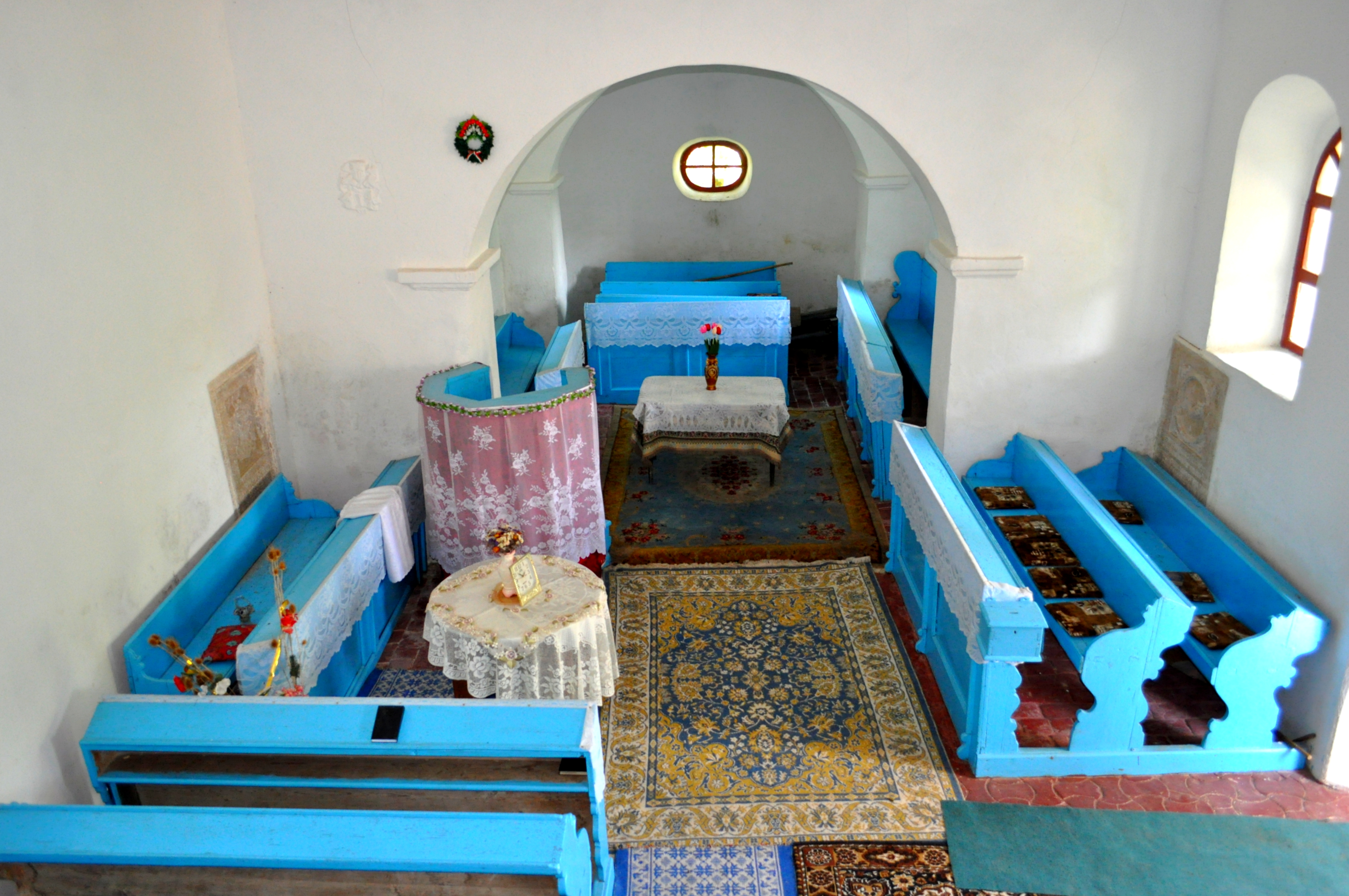
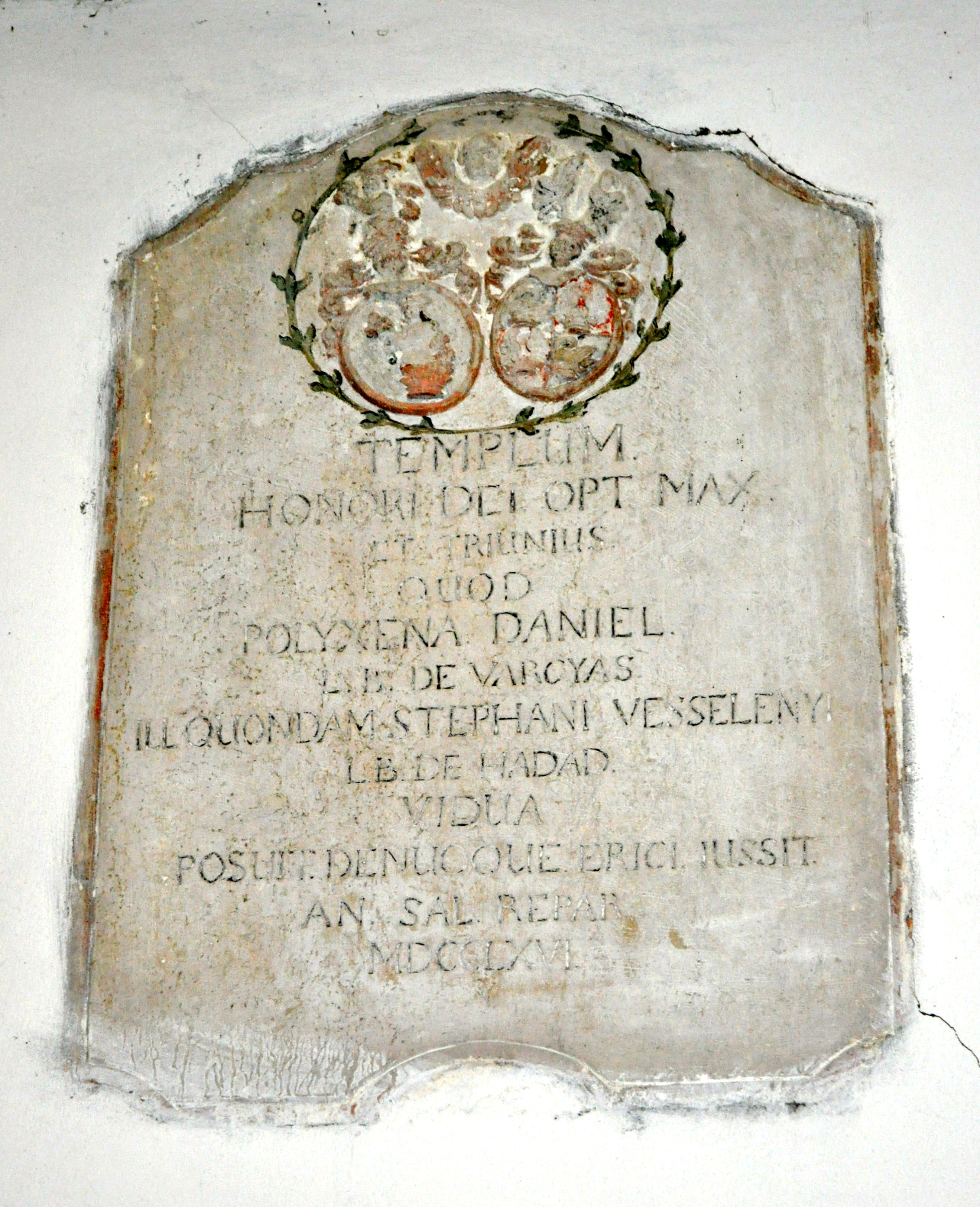
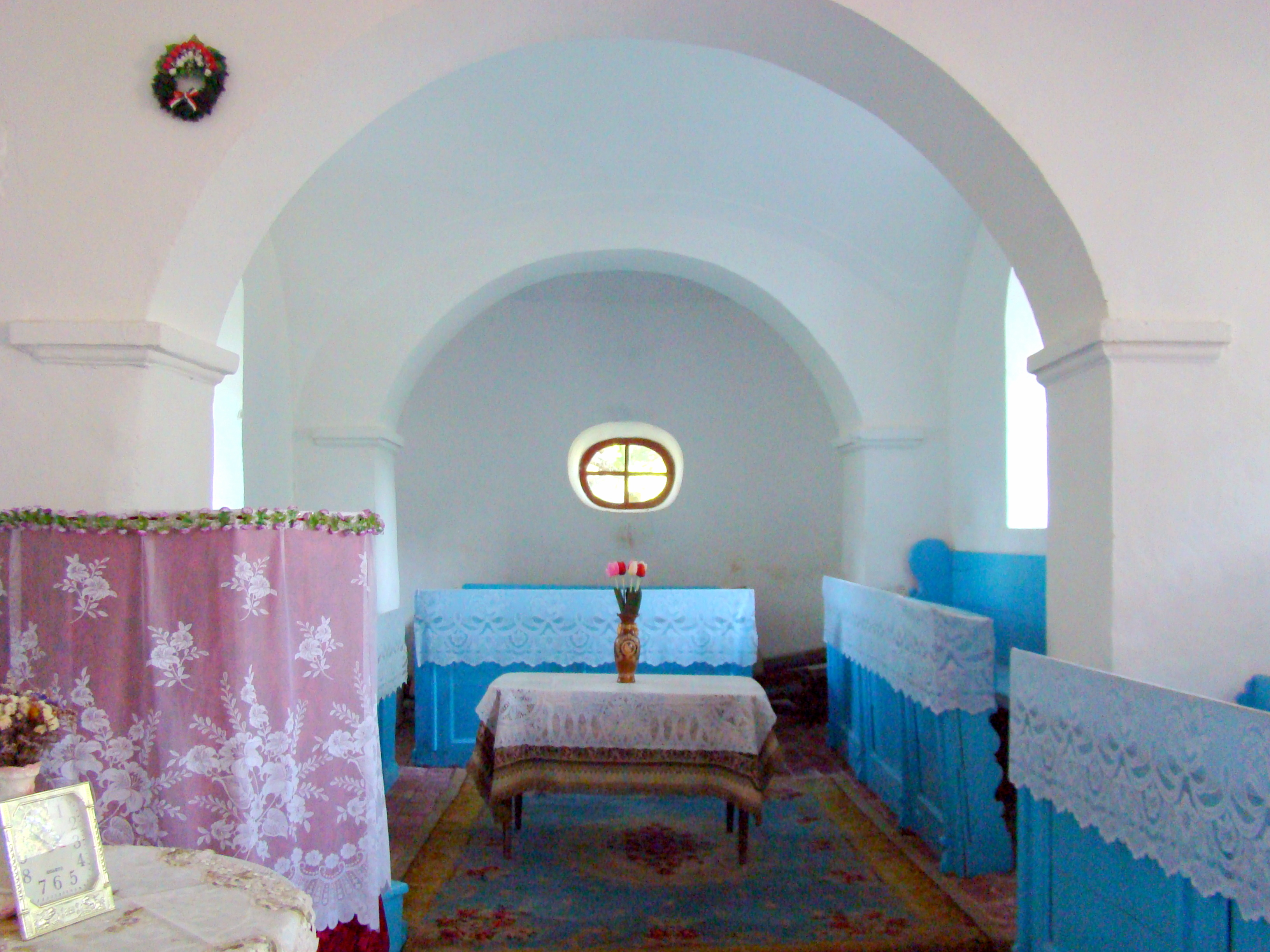
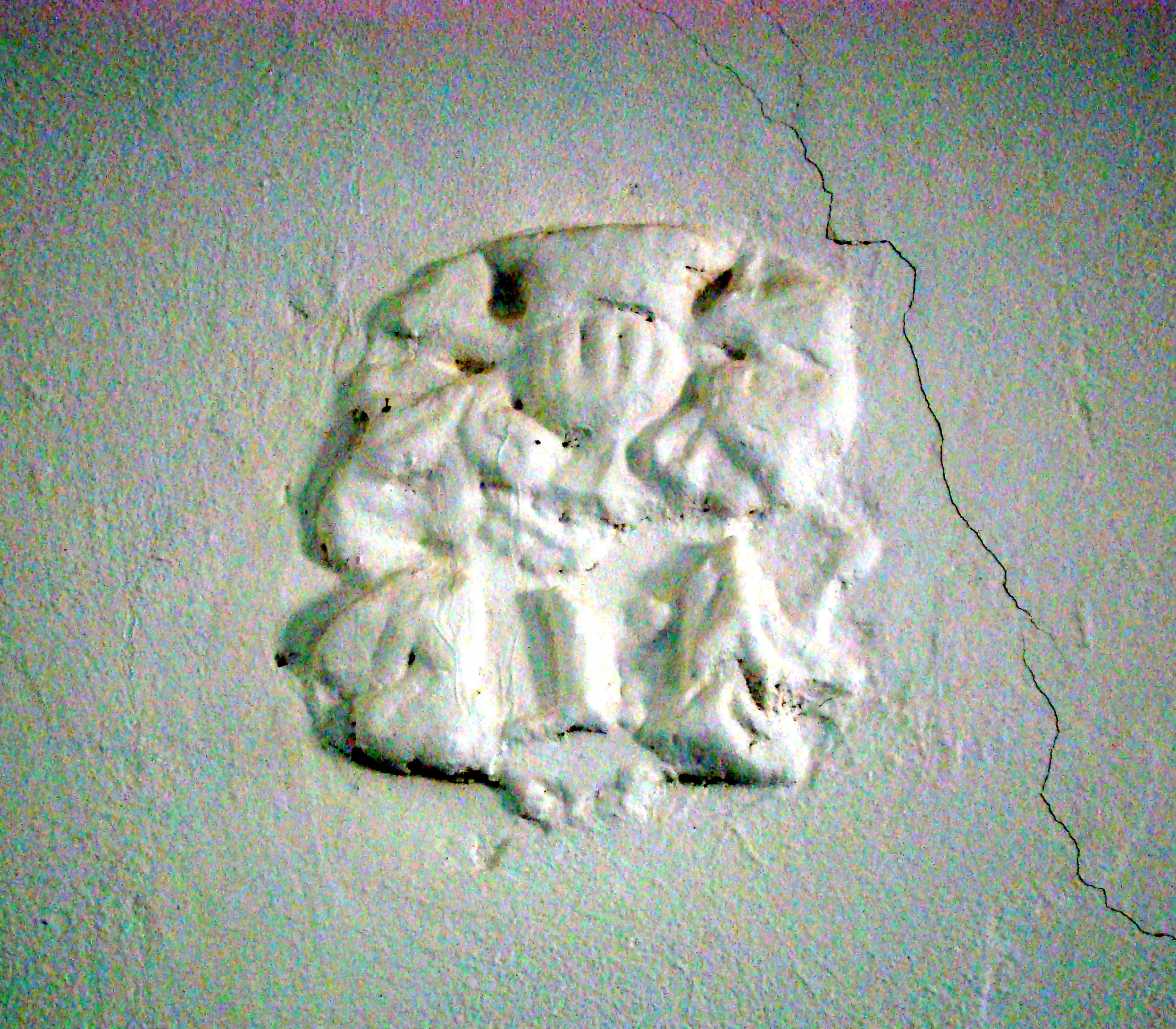
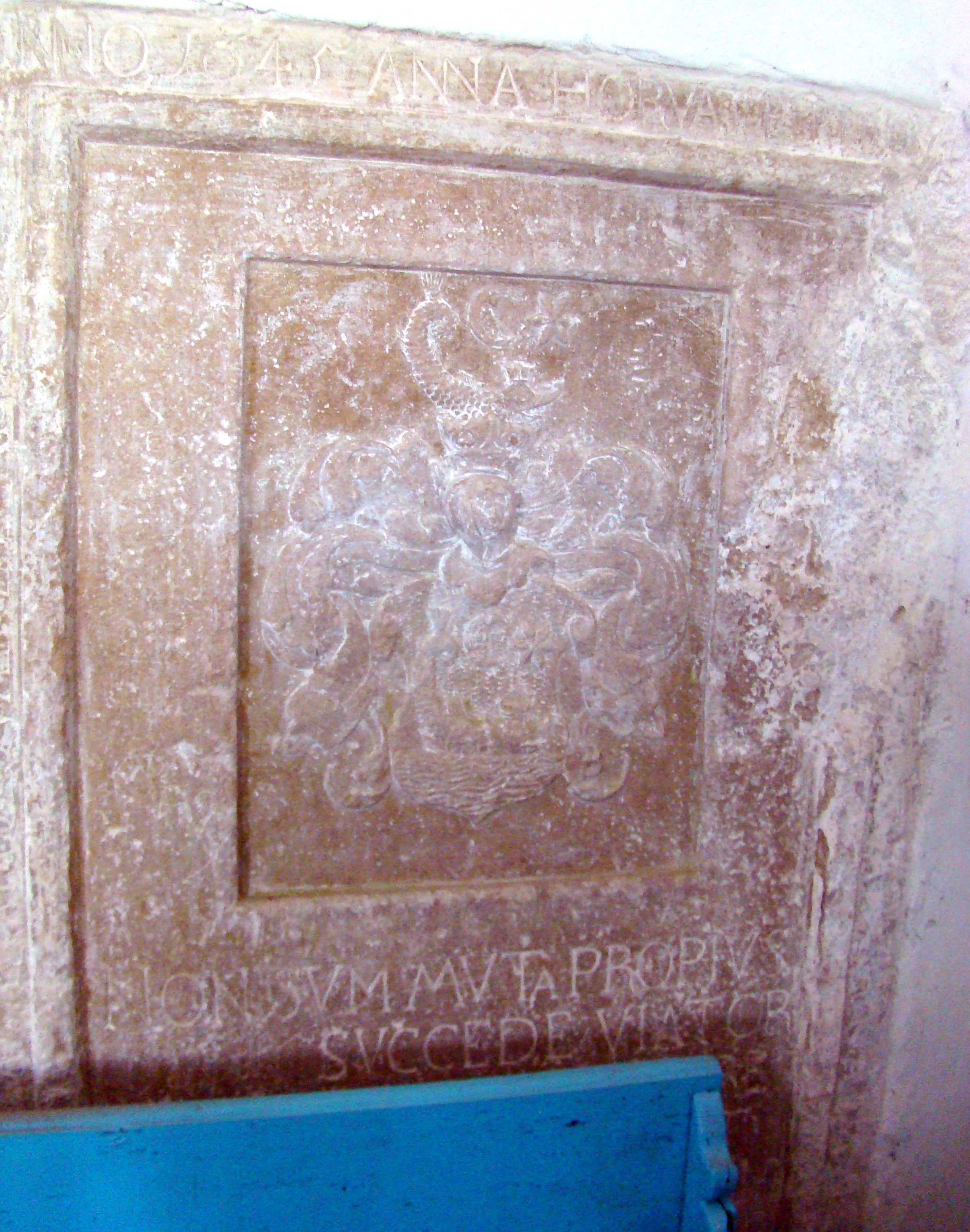
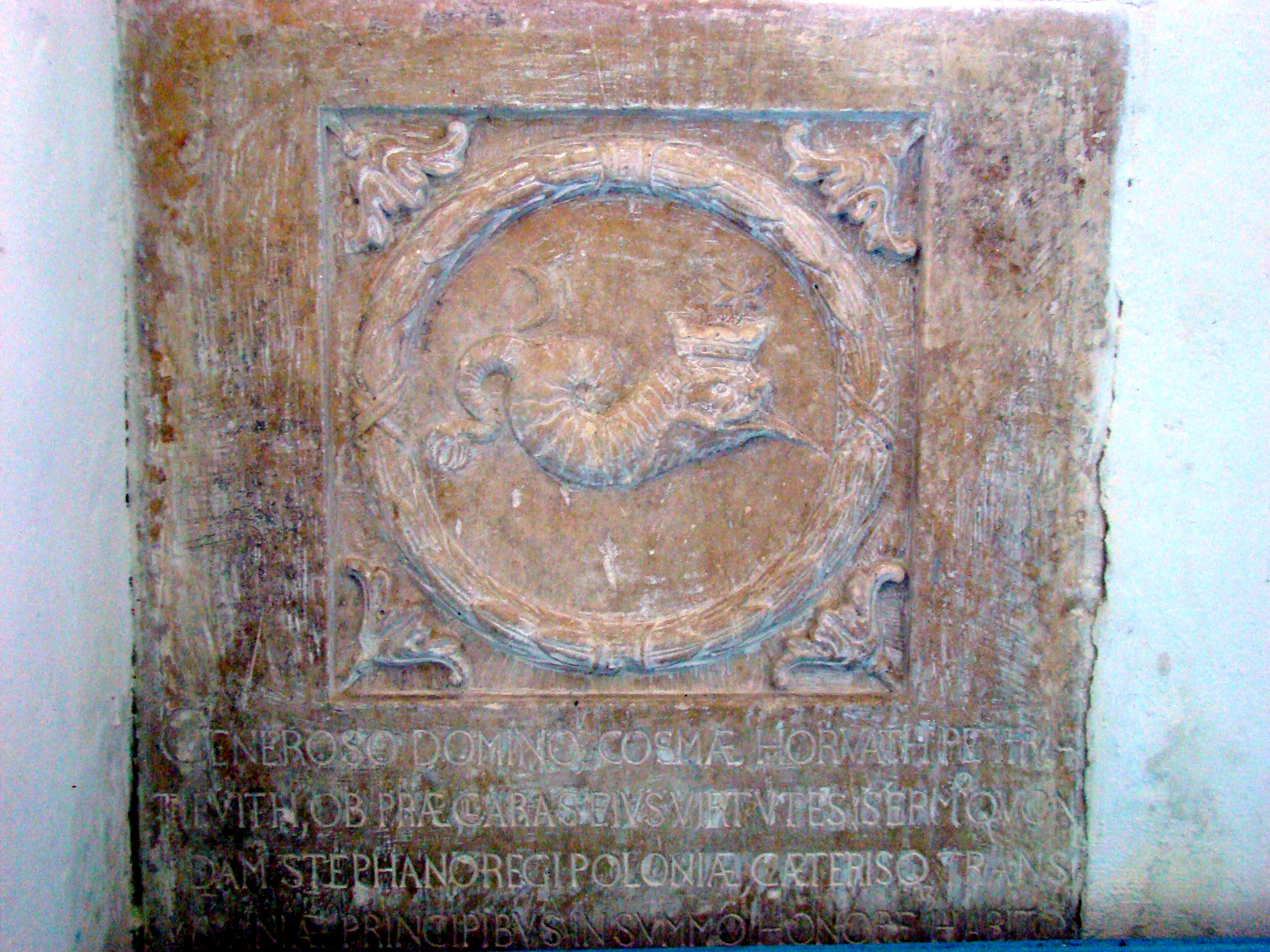
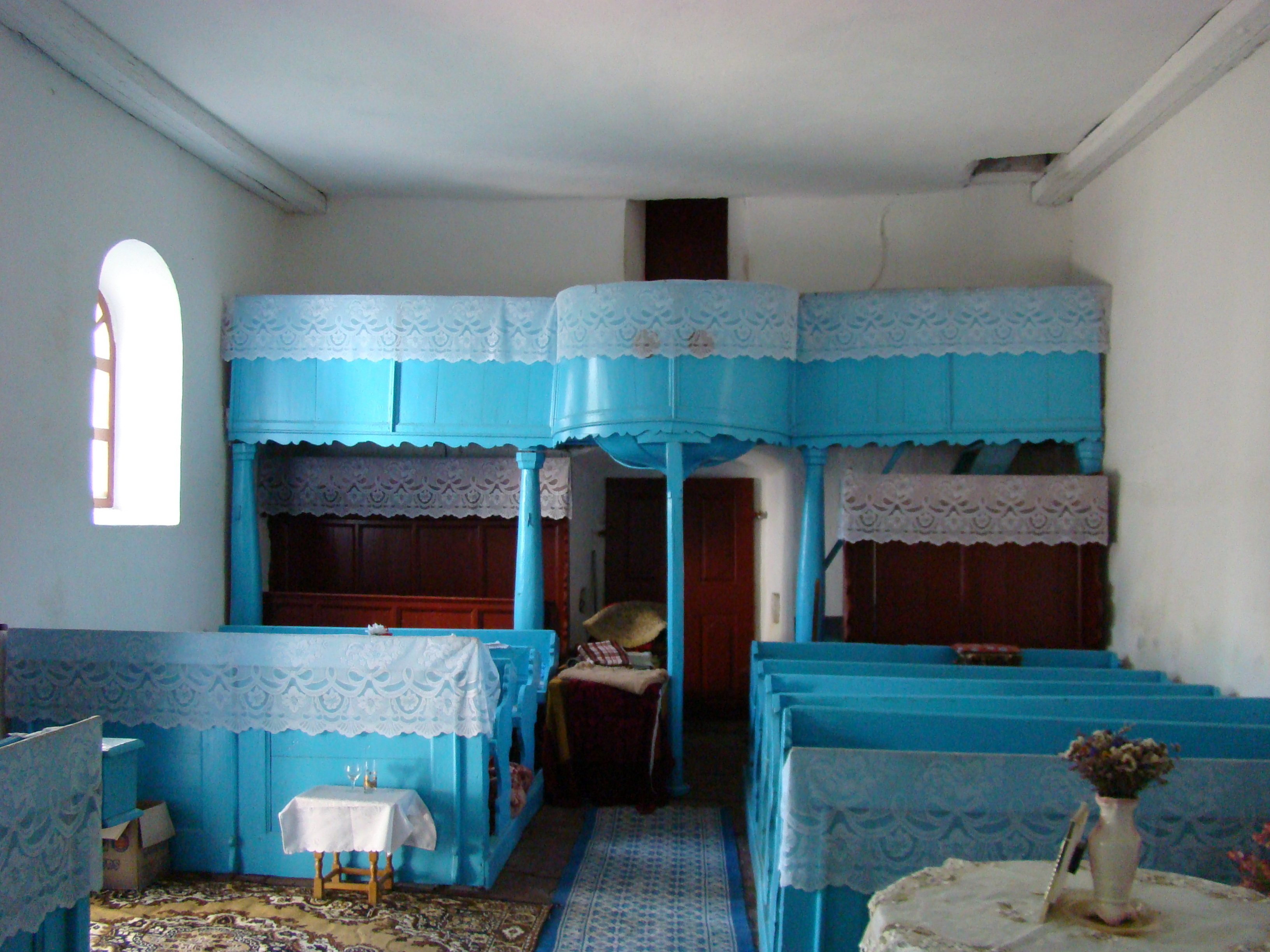